# Onciale 085
- Papyrus
- Onciale
- Minuscules
- Lectionnaire

Le Codex 085, portant le numéro de référence 085 (Gregory-Aland), ε 23  (Soden), est un manuscrit du parchemin du Nouveau Testament en écriture grecque onciale. 

## Description
Le codex se compose de trois folios. Il est écrit sur deux colonnes, avec 27 lignes par colonne. Les dimensions du manuscrit sont de 24 x 21. Les paléographes datent ce manuscrit du VIe siècle,. Ce manuscrit a été écrit dans le monastère copte.
Contenu
C'est un manuscrit contenant des textes de l'Évangile selon Matthieu 20,3-32; 22,3-16. 
Texte
Le texte du codex est écrit en alexandrin. Kurt Aland le classe en Catégorie II.
Lieu de conservation
Il est venu du Caire. Le codex est actuellement conservé à la Bibliothèque nationale russe (Gr. 714) à Saint-Pétersbourg,.